# Parasarpa dudu

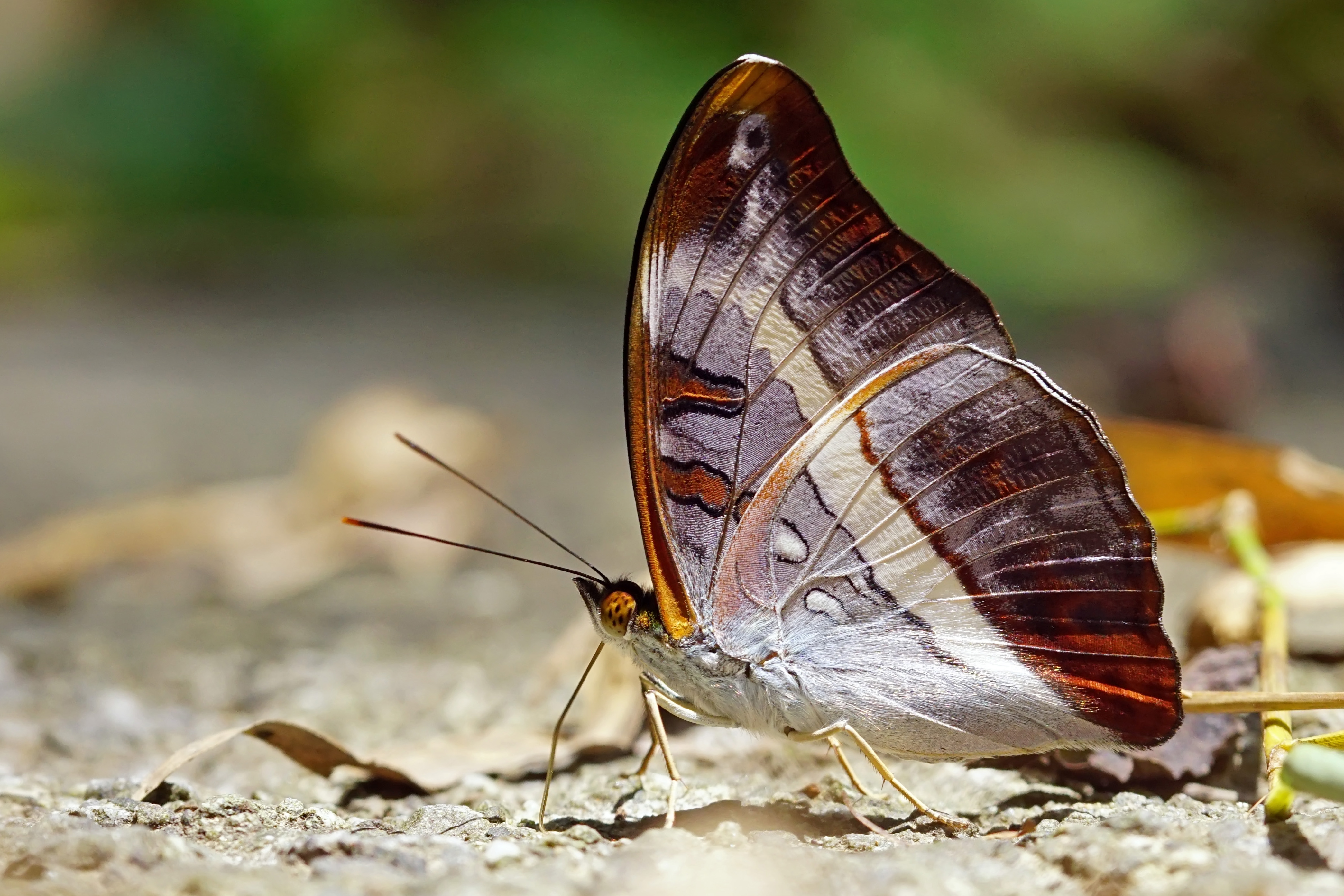
Flügelunterseite

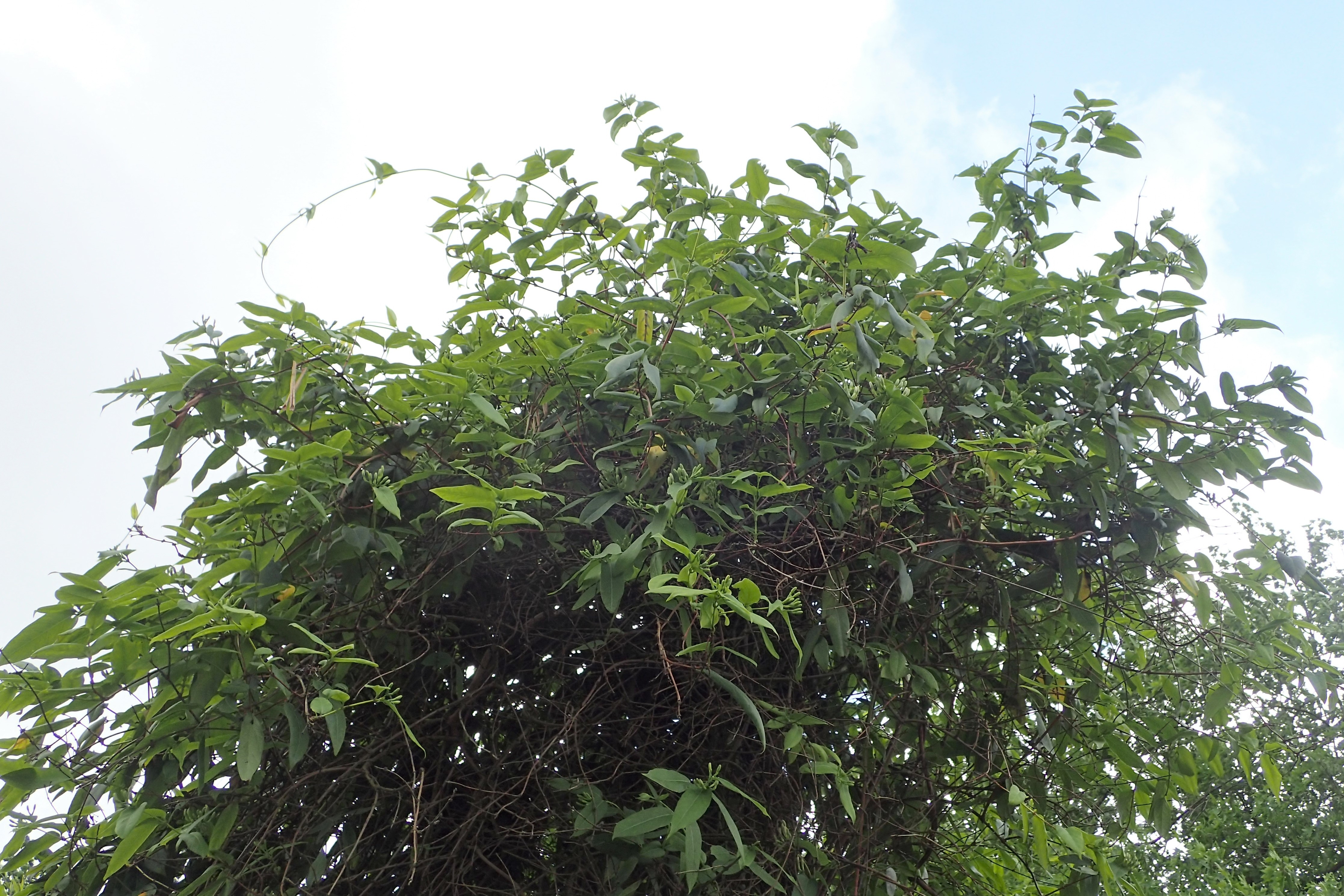
Lonicera acuminate, eine Nahrungspflanze der Raupen

Parasarpa dudu ist ein in Asien vorkommender Schmetterling (Tagfalter) aus der Familie der Edelfalter (Nymphalidae).

## Merkmale

### Falter
Die Flügelspannweite der Falter beträgt 70 bis 76 Millimeter. Die Vorderflügeloberseite zeigt bei beiden Geschlechtern eine dunkelbraune Grundfarbe. Nahe dem Vorderrand heben sich auf der Vorderflügeloberseite zwei rostrote Makel ab. Über die Postdiskalregion erstreckt sich auf beiden Flügelpaaren eine breite weiße Binde. Der Analwinkel ist auf der Hinterflügeloberseite orangerot gefärbt. Auf den rotbraunen Flügelunterseiten ist die Zeichnung der Oberseiten etwas blasser. Die Basalregion der Hinterflügel ist cremefarben.

### Raupe
Ausgewachsene Raupen sind gelbbraun gefärbt und auf der Körperoberfläche mit vielen kurzen rotbraunen, stacheligen Haaren überzogen. Besonders auffällig sind vier lange hellgelbe Tuberkel, die an den Spitzen bürstenähnlich rötlich verdickt sind.

### Ähnliche Arten
Bei Euthalia duda haben die Makel eine braune Farbe und die weiße Binde auf der Hinterflügeloberseite ist hellblau angelegt.

## Vorkommen, Unterarten und Lebensraum
Das Verbreitungsgebiet der Art erstreckt sich von Indien, Nepal, Bhutan, Thailand, Laos und Malaysia bis in den Südosten Chinas sowie nach Vietnam. Sie kommt auch auf Taiwan vor. In den einzelnen Vorkommensgebieten werden derzeit sechs Unterarten geführt.
Parasarpa dudu besiedelt Waldgebiete in Höhenlagen zwischen 500 und 2000 Metern.

## Lebensweise
Die Falter sind zwischen November und Juli anzutreffen. Sie saugen gerne Flüssigkeiten vom feuchten Erdreich. Gelegentlich besuchen sie auch Blüten. Die Raupen ernähren sich von den Blättern von Heckenkirschenarten (Lonicera), dazu zählen Lonicera confusa., Lonicera macrantha , Lonicera hypoglauca und Lonicera acuminata.